# آراسته‌گرزی‌ها
آراسته‌گرزی‌ها (نام علمی: Compsodrillia) نام یک سرده از بلندشکم‌پایان است.